# Nadja Auermann
Nadja Auermann, född 19 mars 1971 i Berlin, Tyskland, är en tysk fotomodell och skådespelare. 